# Point Place (Luisiana)
Point Place es un lugar designado por el censo ubicado en la parroquia de Natchitoches en el estado estadounidense de Luisiana. En el Censo de 2010 tenía una población de 400 habitantes y una densidad poblacional de 146,53 personas por km².

## Geografía
Point Place se encuentra ubicado en las coordenadas 31°41′15″N 93°1′30″O / 31.68750, -93.02500. Según la Oficina del Censo de los Estados Unidos, Point Place tiene una superficie total de 2.73 km², de la cual 2.53 km² corresponden a tierra firme y (7.5%) 0.2 km² es agua.

## Demografía
Según el censo de 2010, había 400 personas residiendo en Point Place. La densidad de población era de 146,53 hab./km². De los 400 habitantes, Point Place estaba compuesto por el 56.25% blancos, el 32% eran afroamericanos, el 2.5% eran amerindios, el 0% eran asiáticos, el 0% eran isleños del Pacífico, el 1.5% eran de otras razas y el 7.75% pertenecían a dos o más razas. Del total de la población el 1.75% eran hispanos o latinos de cualquier raza.